# 斎藤勇 (同志社大学)
斎藤 勇（さいとう いさむ、1929年3月25日 - ）は、英文学者。同志社大学名誉教授。滋賀県生まれ。

## 略歴
1950年同志社大学英文科卒、1952年助手、1955年専任講師、1964年助教授、1966年教授。1964年ウィリアム・ラングランドの『農夫ピアズの幻』の研究（「農夫ピヤス」における赦免状破棄の場の研究）により同志社大文学博士。1971年から1972年までケンブリッジ大学で中世英文学を学ぶ。日本中世英語英文学会会長を務めた。1999年定年退任、名誉教授。2010年秋瑞宝中綬章受章。

## 逸話
年長の英文学者、斎藤勇（たけし）と同名であるため、しばしば間違われたらしいが、今なお著作などで混同されることが少なくない。

## 著書
- A Study of Piers the Plowman, with Special Reference to the Pardon Scene of the Visio, 南雲堂、1966
- 中世のイギリス文学 聖書との接点を求めて 南雲堂, 1978
- カンタベリ物語 中世人の滑稽・卑俗・悔悛　中公新書, 1984
- イギリス中世文学の聖と俗 世界思想社, 1990
- チョーサー 曖昧・悪戯・敬虔 南雲堂, 2000

## 記念論集
- 中世英文学への巡礼の道 斎藤勇教授還暦記念論文集 二村宏江ほか編 南雲堂 1993